# Kanton Méry-sur-Seine
Der Kanton Méry-sur-Seine war bis 2015 ein französischer Wahlkreis im Département Aube und in der Region Champagne-Ardenne. Er umfasste 25 Gemeinden im Arrondissement Nogent-sur-Seine; sein Hauptort (frz.: chef-lieu) war Méry-sur-Seine. Die landesweiten Änderungen in der Zusammensetzung der Kantone brachten im März 2015 seine Auflösung. Vertreter im Generalrat des Départements war zuletzt Philippe Adnot.
Der Kanton Méry-sur-Seine war 385,36 km² groß und hatte 10.178 Einwohner (Stand 2012).

## Gemeinden
| Gemeinde              | Einwohner (Stand: 2022) | Code postal | Code Insee |
| --------------------- | ----------------------- | ----------- | ---------- |
| Bessy                 | 114                     | 10170       | 10043      |
| Boulages              | 227                     | 10380       | 10052      |
| Champfleury           | 109                     | 10700       | 10075      |
| Chapelle-Vallon       | 232                     | 10700       | 10082      |
| Charny-le-Bachot      | 242                     | 10380       | 10086      |
| Châtres               | 705                     | 10510       | 10089      |
| Chauchigny            | 222                     | 10170       | 10090      |
| Droupt-Saint-Basle    | 342                     | 10170       | 10131      |
| Droupt-Sainte-Marie   | 256                     | 10170       | 10132      |
| Étrelles-sur-Aube     | 157                     | 10170       | 10144      |
| Fontaine-les-Grès     | 903                     | 10280       | 10151      |
| Les Grandes-Chapelles | 398                     | 10170       | 10166      |
| Longueville-sur-Aube  | 133                     | 10170       | 10207      |
| Méry-sur-Seine        | 1442                    | 10170       | 10233      |
| Mesgrigny             | 260                     | 10170       | 10234      |
| Plancy-l’Abbaye       | 963                     | 10380       | 10289      |
| Prémierfait           | 90                      | 10170       | 10305      |
| Rhèges                | 208                     | 10170       | 10316      |
| Rilly-Sainte-Syre     | 230                     | 10280       | 10320      |
| Saint-Mesmin          | 907                     | 10280       | 10353      |
| Saint-Oulph           | 326                     | 10170       | 10356      |
| Salon                 | 128                     | 10700       | 10365      |
| Savières              | 1075                    | 10600       | 10368      |
| Vallant-Saint-Georges | 417                     | 10170       | 10392      |
| Viâpres-le-Petit      | 127                     | 10380       | 10408      |

## Bevölkerungsentwicklung
| 1962 | 1968 | 1975 | 1982 | 1990 | 1999 | 2006 | 2012   |
| ---- | ---- | ---- | ---- | ---- | ---- | ---- | ------ |
| 8223 | 8617 | 8281 | 8919 | 9262 | 9138 | 9440 | 10.178 |